# Аграфіотіс
Аграфіо́тіс (Аграфіотікос; грец. Αγραφιώτης, Αγραφιώτικος) — річка в західній Греції, ліва притока річки Ахелоос, басейну Іонічного моря. Протікає по території ному Евританія, Центральна Греція.
Довжина річки — 58 км.
Річка носить назву міста, що знаходиться на її лівому березі — Аграфа. Через річку побудовано кілька гарних кам'яних мостів.
Річка починається в горах Пінд, на півночі Евританії, тече на південь. Впадає в водосховище Кремаста, що утворилось після будівництва греблі на річці Ахелоос в 1967 році. Протікає через луки та ліси.